# Marmaris
Marmaris es una ciudad y distrito costero ubicado en la provincia de Muğla, en la región del Egeo en el sudoeste de Turquía, cuya población en 2010 era de 30,957 personas.
Debido a su ubicación en el lugar de encuentro del Mediterráneo con el mar Egeo es, además de un importante puerto natural, uno de los principales destino turísticos, siendo esta última actividad su principal fuente de ingresos. Está rodeado al norte por el golfo de Gökova, al sur el Mediterráneo, al oeste la península Datça y al este el lago Köyceğiz.
A pesar de que, si se la compara con pueblos costeros similares como Bodrum o Alaçatı, pudo haber perdido algo de su identidad arquitectónica debido a la explosión de la construcción en 1980, su excepcional ubicación natural han permitido que conserve su encanto.
Además es un gran centro de náutica muy popular en invierno, poseyendo dos grandes marinas y varias más pequeñas. También existe un servicio de ferris a la isla griega de Rodas, y es una parada de cruceros.

## Galería de imágenes

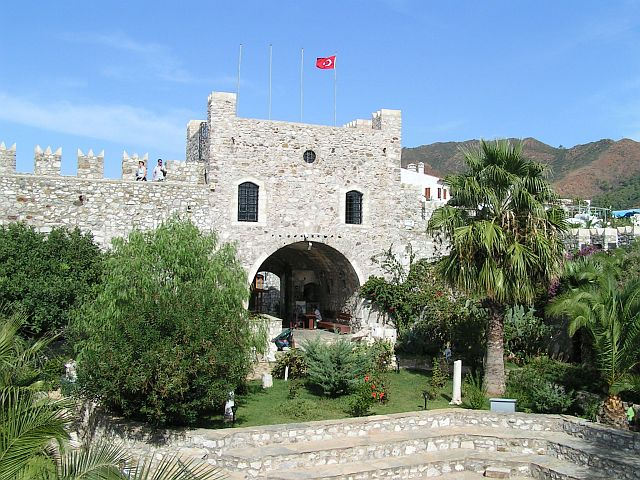
Castillo de Marmaris.
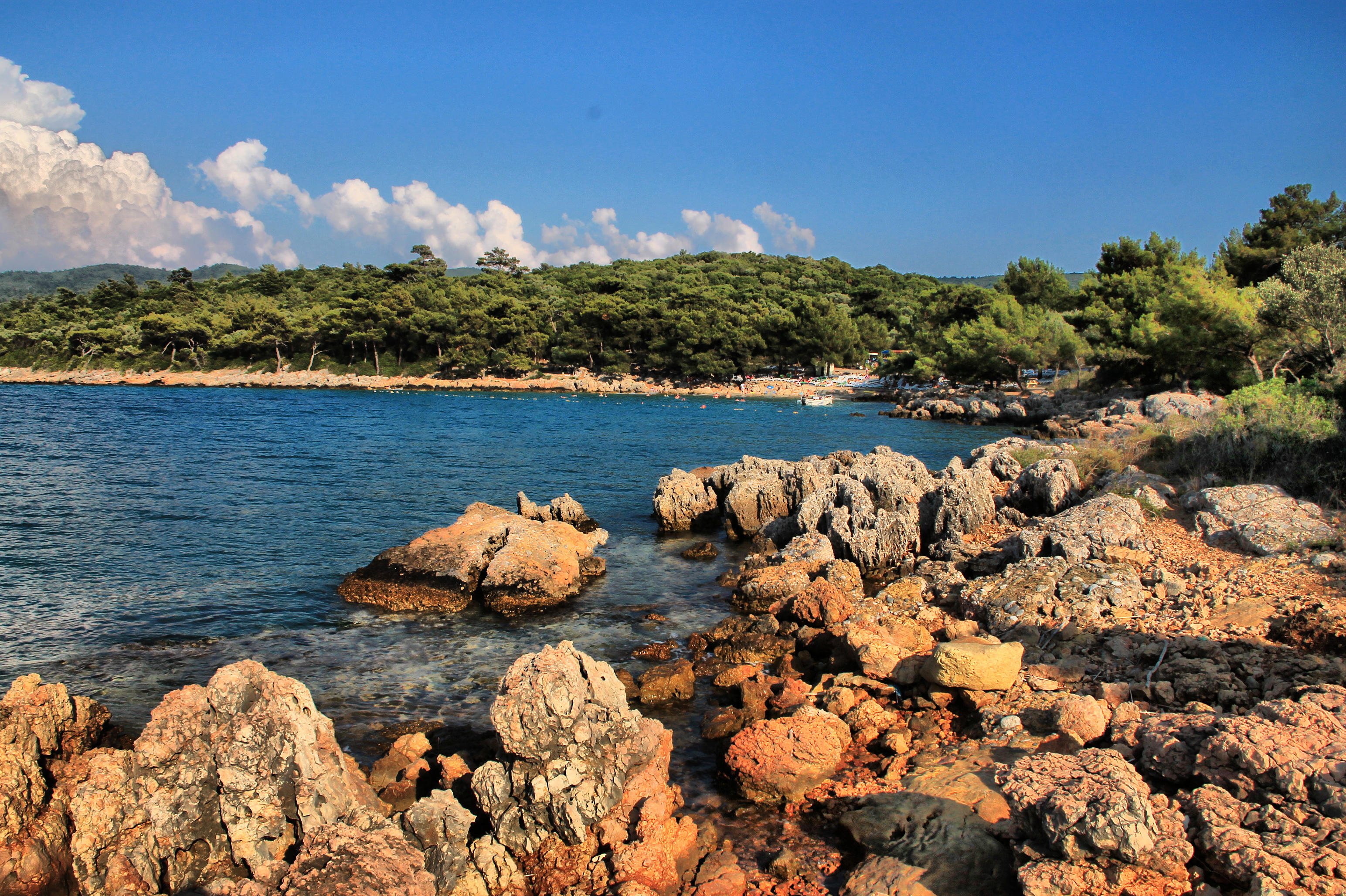
Karaca en Marmaris
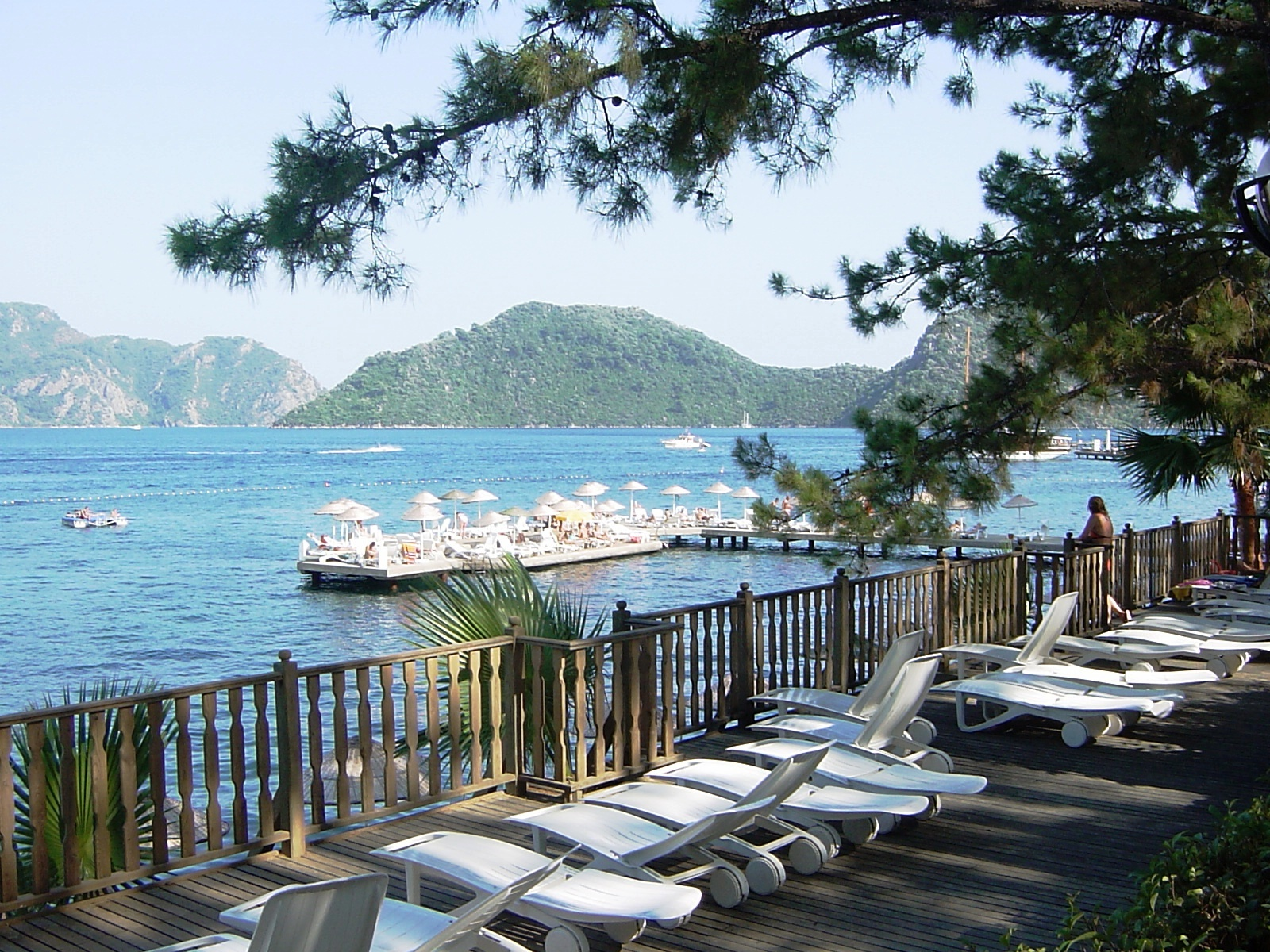
Playas de Marmaris
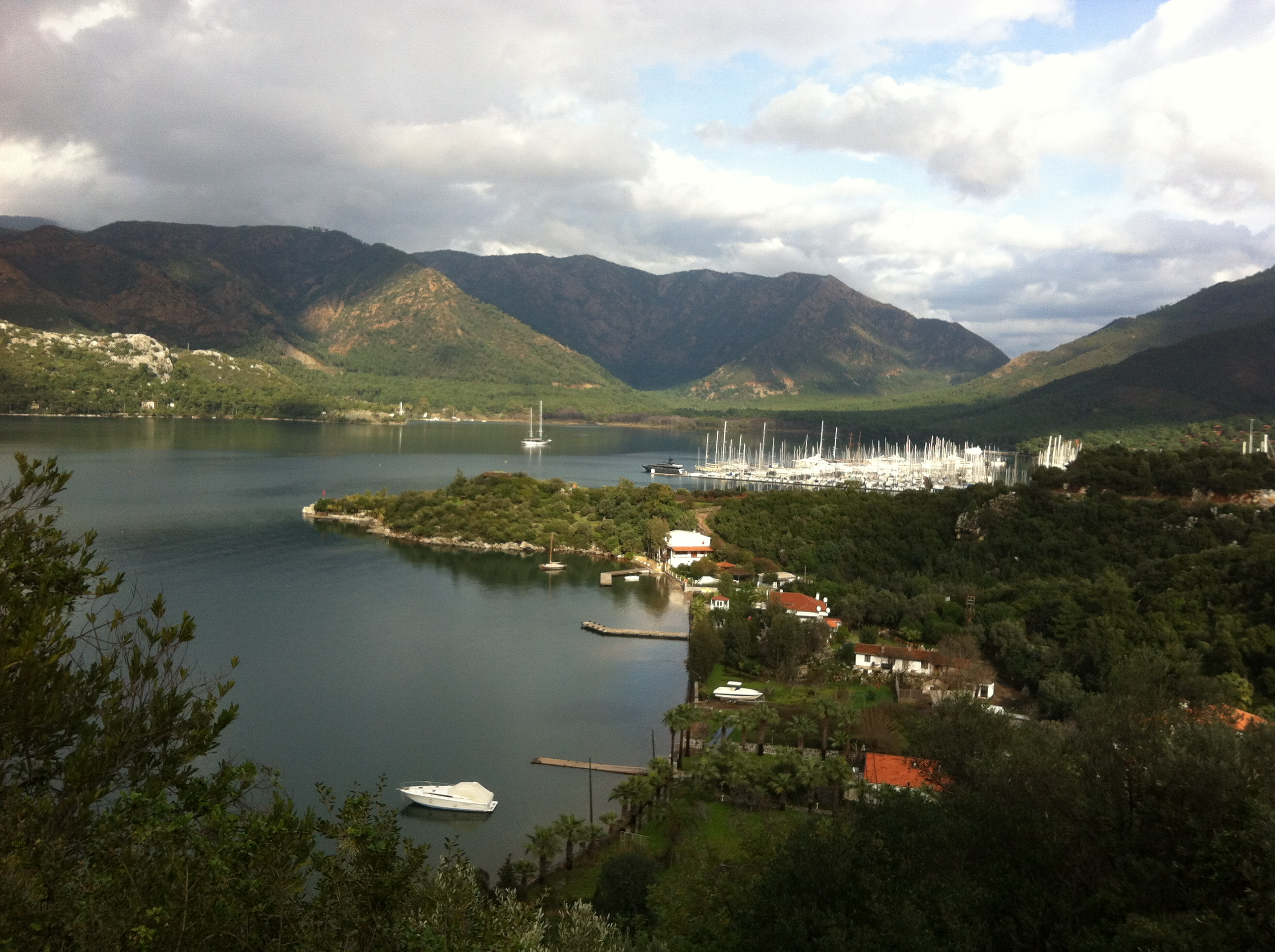
Isla del Cielo en Marmaris